# Топала Станіслав Костянтинович
Станісла́в Костянти́нович Топала — матрос Збройних Сил України, учасник російсько-української війни, що загинув у ході російського вторгнення в Україну в 2022 році.

## Життєпис
Станіслав Топала народився 15 січня 2003 року в місті Рені на Одещині.
Закінчив Ренійську школу № 1. Після 9 класів навчання вступив і 2021 року закінчив Ізмаїльське вище професійне училище і здобув професію «Електромонтер з ремонту та обслуговування електроустаткування».
Займався спортом. Взимку пішов служити за контрактом в ЗСУ.
20 січня 2022 року отримав військовий квиток і був відправлений на курс молодого бійця.
3 квітня 2022 року Станіслав Топала загинув у боях під Маріуполем. Загону ЗСУ загрожувало оточення. Командир наказав: «Стас, вперед!». Солдат кинувся через вулицю — але був убитий кулею снайпера.

## Нагороди
- орден «За мужність» III ступеня (2022, посмертно) — за особисту мужність і самовіддані дії, виявлені у захисті державного суверенітету та територіальної цілісності України, вірність військовій присязі[7].